# Gsengetstein
Der Gsengetstein oder Gsenget ist mit einer Höhe von 951 m ü. NHN einer der kleineren Berge im Bayerischen Wald. Er liegt in einem weniger besuchten Höhenzug zwischen den Ortschaften Rinchnach, Kirchdorf im Wald und Frauenau.
Auf seinem felsigen Gipfel steht ein großes Edelstahlkreuz, die Aussicht geht in Richtung Südwesten. Obwohl sich der Gsengetstein direkt oberhalb der stark befahrenen B 85 erhebt, wird er kaum besucht und gilt als idyllischer Rastplatz. Mögliche Anstiege beginnen in Kirchdorf im Wald, Schlag, Ried oder Gehmannsberg bei der bekannten Kirche Frauenbrünnl.